# Kyle Harrison
Kyle M. Harrison (* 12. März 1982 in Baltimore, Maryland) ist ein US-amerikanischer Lacrosse-Spieler.

## Karriere
Er schrieb sich zuerst bei der Friends School of Baltimore ein, bis er später für das Lacrosseteam der berühmten Johns Hopkins University spielte. Während er für dieses Team (Blue Jays genannt) spielte, schaffte es das Team bis zur Meisterschaft der NCAA der Männer in der 1. Division der Liga.
In der Saison der National Lacrosse League 2005 war Harrison im Team der Philadelphia Wings, aber er spielte kein einziges Pflichtspiel in der Hallenlacrosseliga.
Harrison hat 2006 im Nationalteam der USA bei den  Lacrosse-Weltmeisterschaften gespielt.
Kyle Harrison ist ein Mittelfeldspieler beim Team New Jersey Pride, in welchem er seit 2005 Mitglied ist.

## Statistiken

### MLL
| Saison     | Team       | GP | Tore | 2-Pkt.-Tore | A  | Punkte | LB | PIM |
| ---------- | ---------- | -- | ---- | ----------- | -- | ------ | -- | --- |
| 2005       | New Jersey | 9  | 9    | 0           | 6  | 15     | 27 | 0   |
| 2006       | New Jersey | 11 | 8    | 0           | 17 | 25     | 21 | 1   |
| 2007       | New Jersey | 12 | 19   | 2           | 6  | 27     | 35 | 0   |
| MLL Gesamt | MLL Gesamt | 32 | 36   | 2           | 29 | 67     | 83 | 1   |

### The Johns Hopkins University
| Saison | GP | Tore | A  | Punkte | GB  |
| ------ | -- | ---- | -- | ------ | --- |
| 2002   | 14 | 9    | 4  | 13     | 85  |
| 2003   | 16 | 22   | 14 | 36     | 83  |
| 2004   | 15 | 26   | 7  | 33     | 69  |
| 2005   | 16 | 24   | 20 | 44     | 67  |
| Gesamt | 61 | 81   | 45 | 126    | 304 |

## Auszeichnungen
Harrison war dreifacher All-American, während er für die Johns Hopkins University spielte.
Außerdem gewann er den McLaughlin Award als bester nationaler Mittelfeldspieler in den Jahren 2004 und 2005.
Des Weiteren gewann er die Tewaaraton Trophy als nationaler Spieler des Jahres 2005.